# Hostěrádky-Rešov

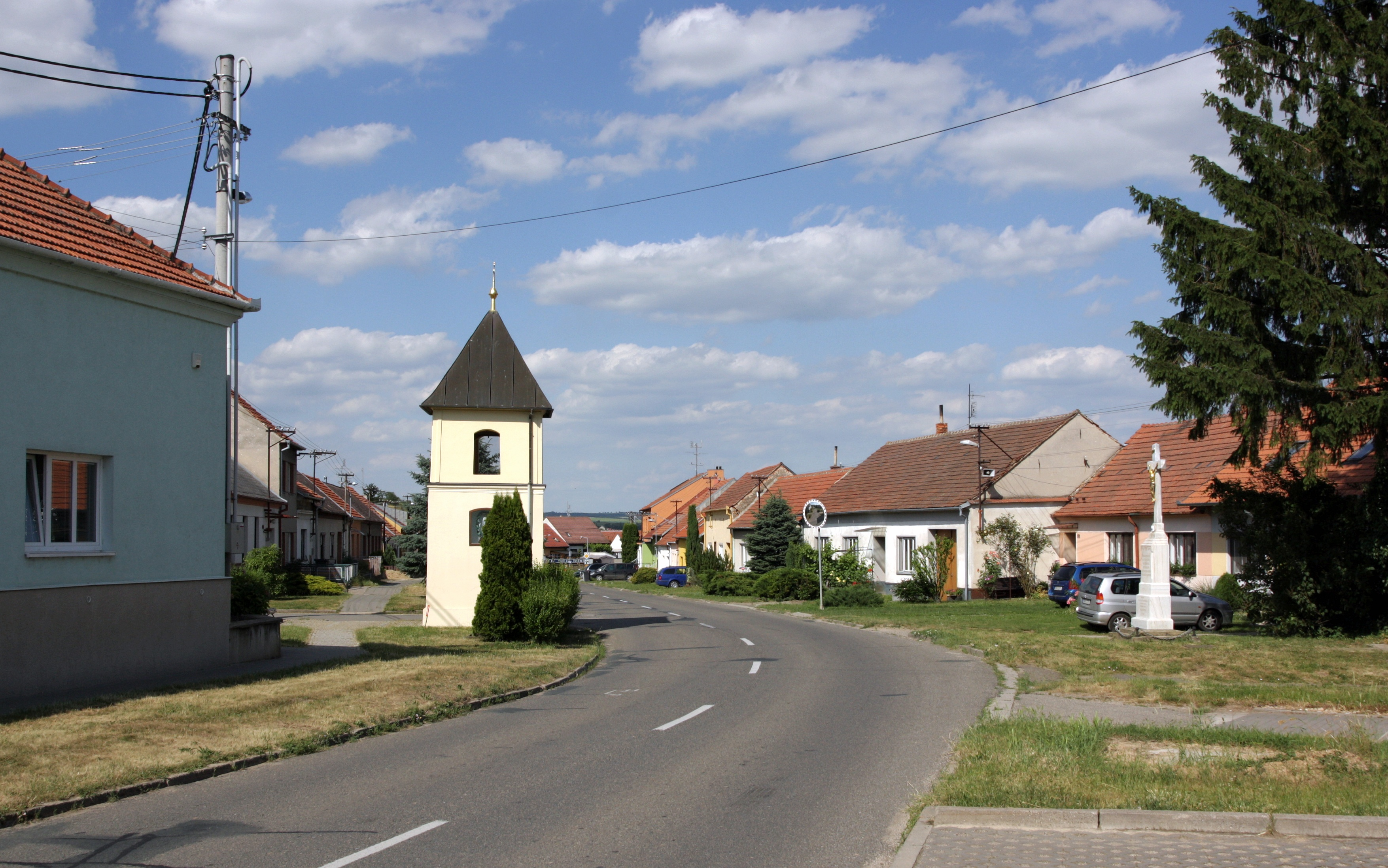
Dorfstraße Hostěrádky-Rešov (2011)

Hostěrádky-Rešov (deutsch Hostieradek-Reschow, älter auch Hesterad) ist eine Gemeinde in Tschechien. Sie liegt 16 Kilometer südöstlich des Stadtzentrums von Brno und gehört zum Okres Vyškov. Auf den Fluren der Gemeinde fand 1805 die Schlacht von Austerlitz statt.

## Geographie
Hostěrádky-Rešov befindet sich zwischen dem Drahaner Bergland und dem Steinitzer Wald in den Ausläufern der Thaya-Schwarza-Talsenke. Das Dorf liegt am südöstlichen Fuße des Pracký kopec (Pratzeberg) im Tal der Litava (Littawa). Durch den Ort führt die Eisenbahnstrecke von Brno nach Přerov.
Nachbarorte sind Prace im Norden, Zbýšov im Nordosten, Hrušky und Šaratice im Osten, Otnice im Südosten, Újezd u Brna im Südwesten, Sokolnice im Westen sowie Kobylnice im Nordwesten.

## Geschichte
Die erste urkundliche Erwähnung des Dorfes Malé Hostěrádky erfolgte 1270.
Am 2. Dezember 1805 lag der Ort im Südosten des Schlachtfeldes der Dreikaiserschlacht.
Nach der Aufhebung der Patrimonialherrschaften gehörte Malé Hostěhrádky ab 1850 zum politischen Bezirk Wischau. Im Jahre 1869 entstand aus den beiden nebeneinander liegenden Dörfern Malé Hostěhrádky und Rešov die Gemeinde Hostěhrádky, Rešov; die später bis 1921 den Namen Hostěhrádky-Rešov trug. Zwischen 1950 und 1960 war die Gemeinde Teil des Okres Slavkov und kam dann zum Okres Vyškov zurück. Heute sind beide Orte zusammengewachsen.

## Gemeindegliederung
Für die Gemeinde Hostěrádky-Rešov sind keine Ortsteile ausgewiesen. Hostěrádky-Rešov besteht aus den Ortslagen Malé Hostěrádky (Klein Hostieradek) und Rešov (Reschow).

## Sehenswürdigkeiten
- Marterl